# Himawari 9

Pierwszy obraz z satelity Himawari 9

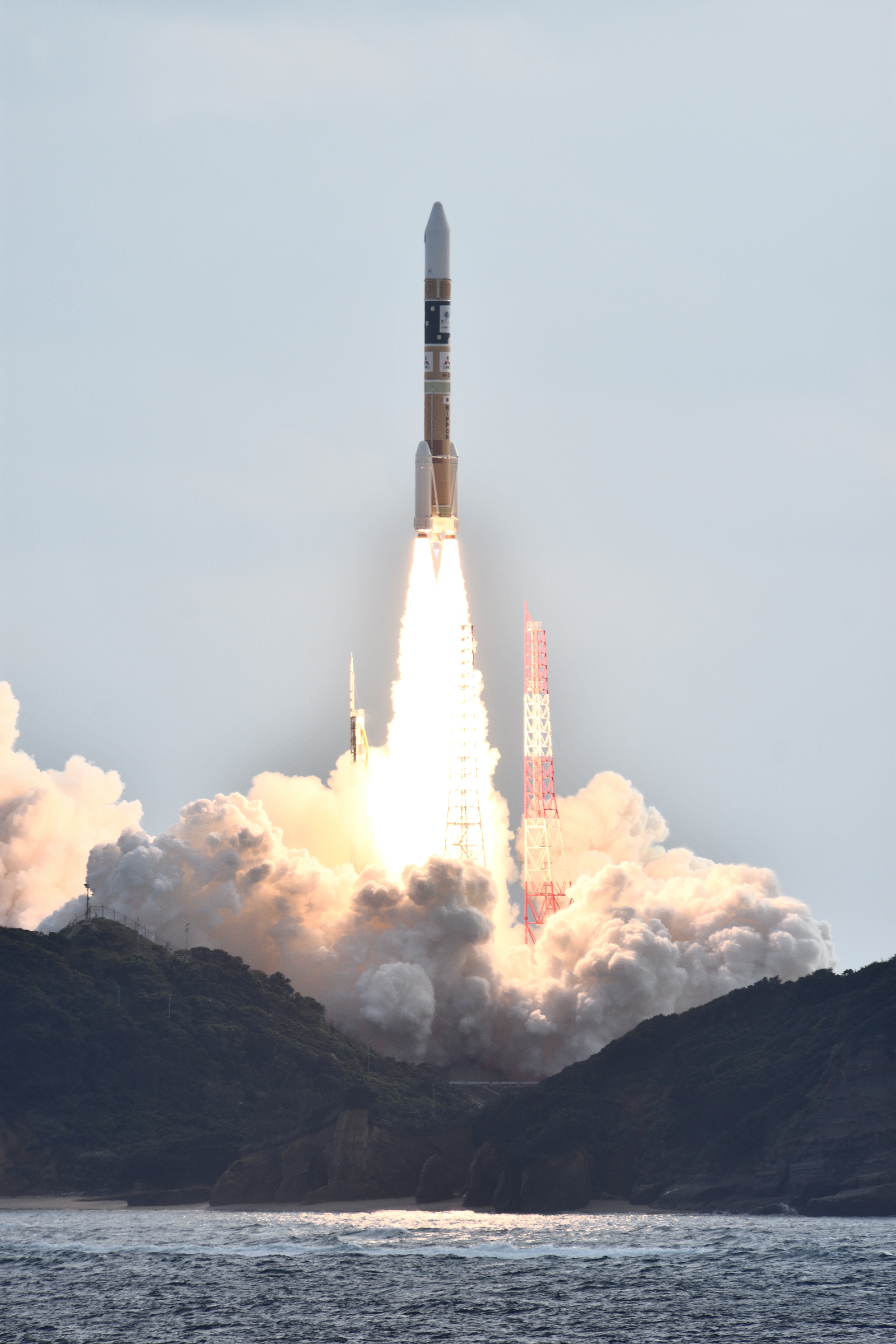
Start rakiety H-IIA 202 z satelitą Himawari 9

Himawari 9 – japoński geostacjonarny satelita meteorologiczny, drugi satelita z tzw. trzeciej generacji satelitów Himawari, a także drugi oparty na platformie DS-2000. Satelita ten ma być wykorzystywany przez agencję JMA do zbierania danych meteorologicznych dla obszaru obejmującego Daleki Wschód oraz Ocean Spokojny począwszy od 2022 roku (dopiero gdy zakończy misję działający od 2014 roku Himawari 8, którego ma zastąpić).
Satelitę wystrzelono 2 listopada 2016 o godzinie 06:20 czasu UTC na pokładzie rakiety H-IIA z Centrum Lotów Kosmicznych Tanegashima. 11 listopada satelita został umieszczony na orbicie geostacjonarnej na pozycji 140°E. Po wykonaniu wstępnych testów oprzyrządowania został przełączony w stan uśpienia.
Żywotność satelity oszacowano na 15 lat. Głównym instrumentem satelity jest 16-kanałowy skaner wielospektralny operujący w paśmie światła widzialnego oraz podczerwieni.